# Shashalpa
Shashalpa är en ort i Mexiko.   Den ligger i kommunen Bochil och delstaten Chiapas, i den sydöstra delen av landet, 700 km öster om huvudstaden Mexico City. Shashalpa ligger 1 103 meter över havet och antalet invånare är 272.
Terrängen runt Shashalpa är kuperad norrut, men söderut är den bergig. Shashalpa ligger nere i en dal. Runt Shashalpa är det ganska tätbefolkat, med 80 invånare per kvadratkilometer. Närmaste större samhälle är Pueblo Nuevo Jolistahuacan, 7,1 km nordost om Shashalpa. I omgivningarna runt Shashalpa växer huvudsakligen savannskog.